# Communauté de communes de la Thiérache Ardennaise
La communauté de communes de la Thiérache Ardennaise est une ancienne communauté de communes française, située dans le département des Ardennes et la région Champagne-Ardenne.
Elle a fusionné avec la Communauté de communes de la Région de Signy-le-Petit pour former, le 31 décembre 2013, la nouvelle Communauté de communes Ardennes Thiérache.

## Territoire communautaire

### Composition
Elle était composée des communes suivantes :
1. Antheny
2. Aouste
3. Aubigny-les-Pothées
4. Blanchefosse-et-Bay
5. Bossus-lès-Rumigny
6. Cernion
7. Champlin
8. Estrebay
9. Flaignes-Havys
10. Girondelle
11. Hannappes
12. L'Échelle
13. La Férée
14. Le Fréty
15. Lépron-les-Vallées
16. Liart
17. Logny-Bogny
18. Marby
19. Prez
20. Remilly-les-Pothées
21. Rouvroy-sur-Audry
22. Rumigny
23. Vaux-Villaine

### Sites Web
Site officiel